# 觀塘商貿區

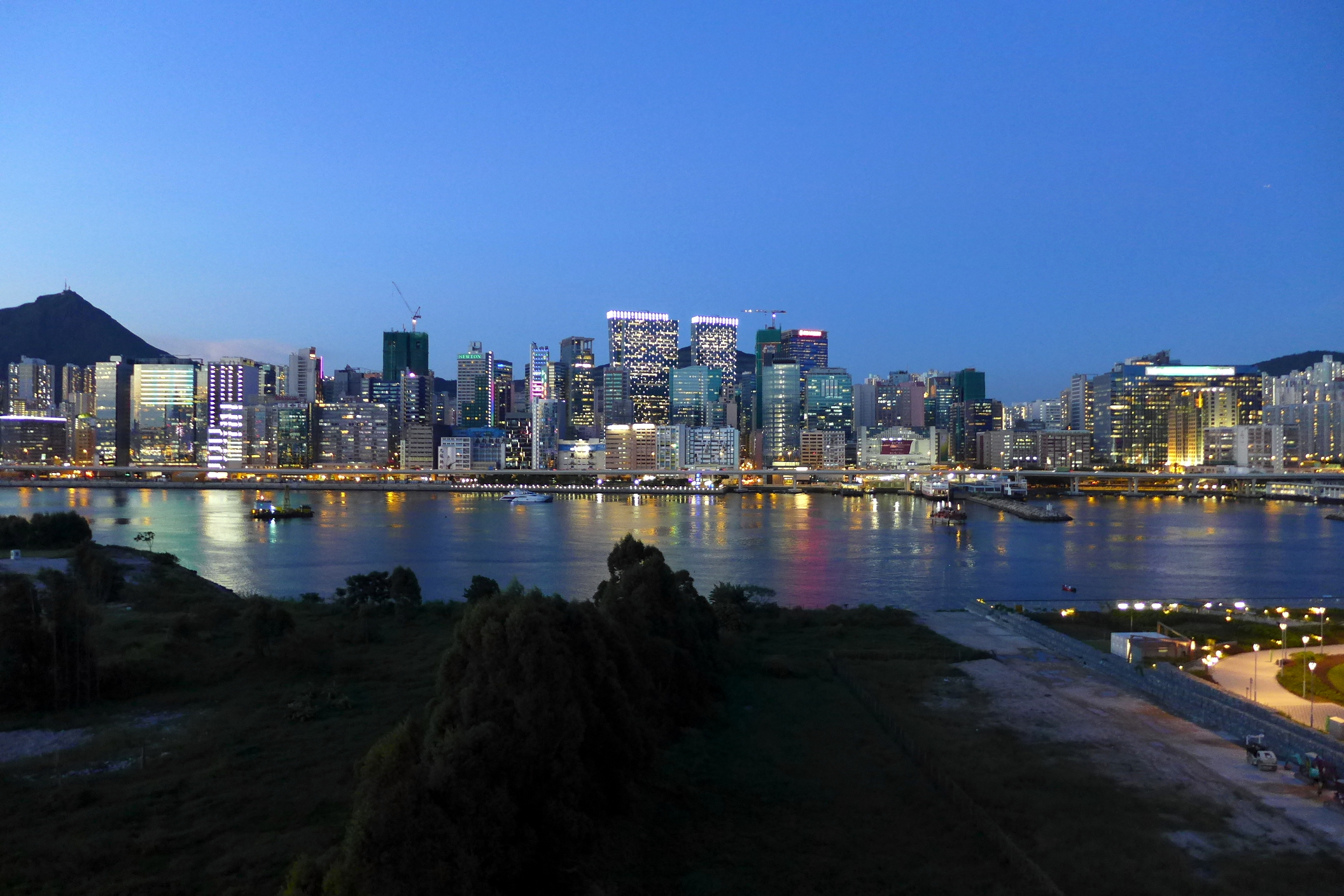
傍晚的觀塘商貿區

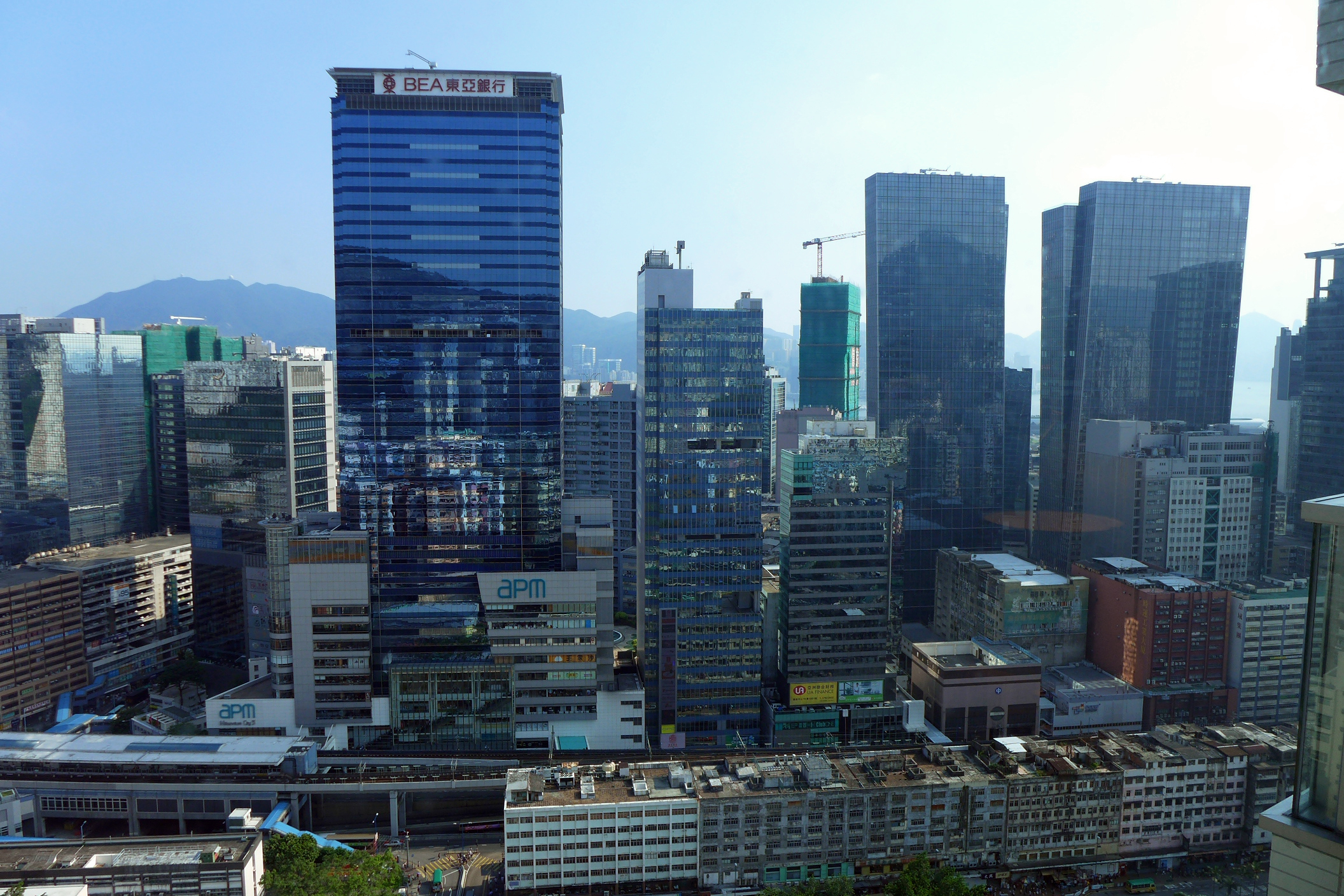
觀塘商貿區內一景

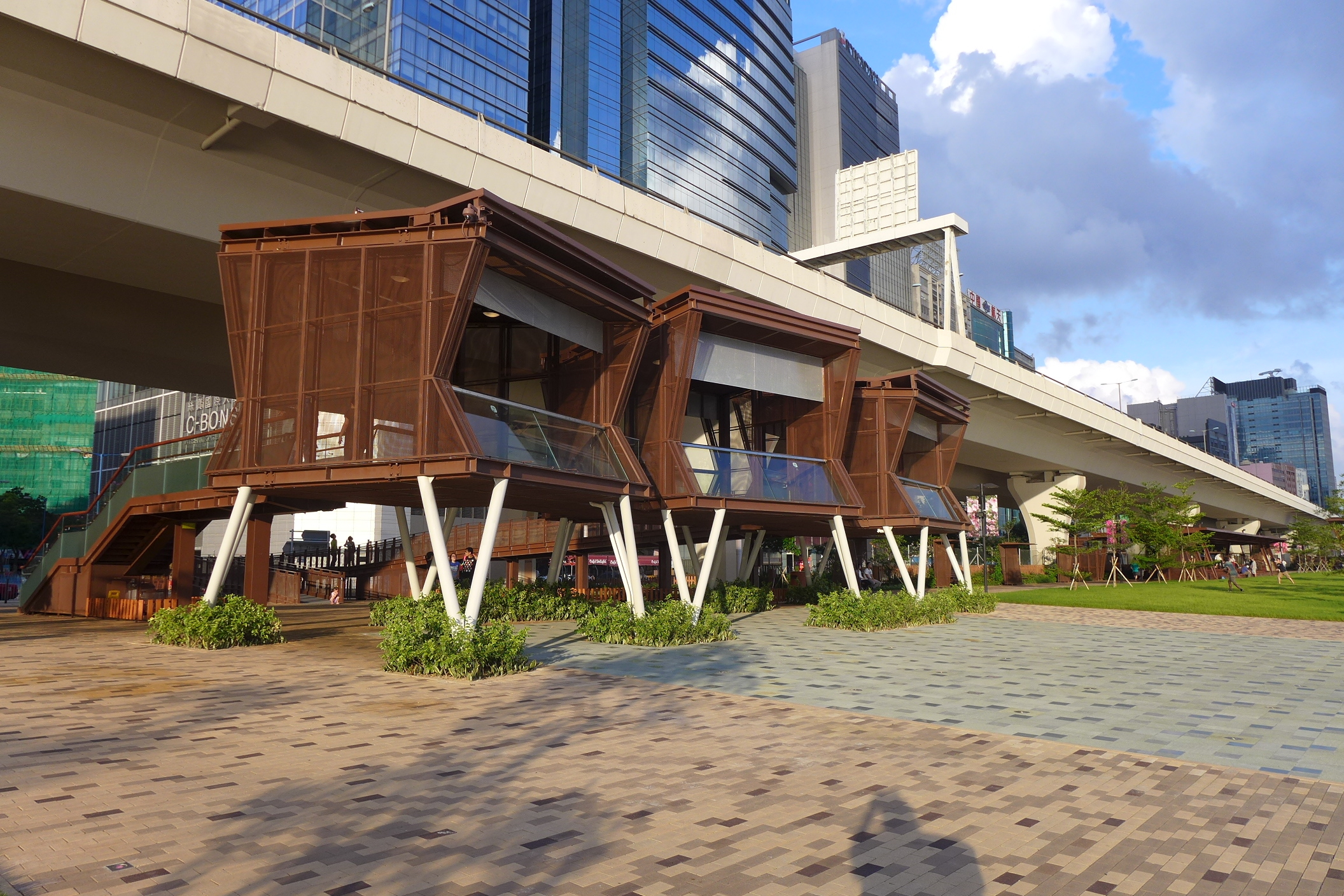
觀塘海濱花園為區內主要休憩空間

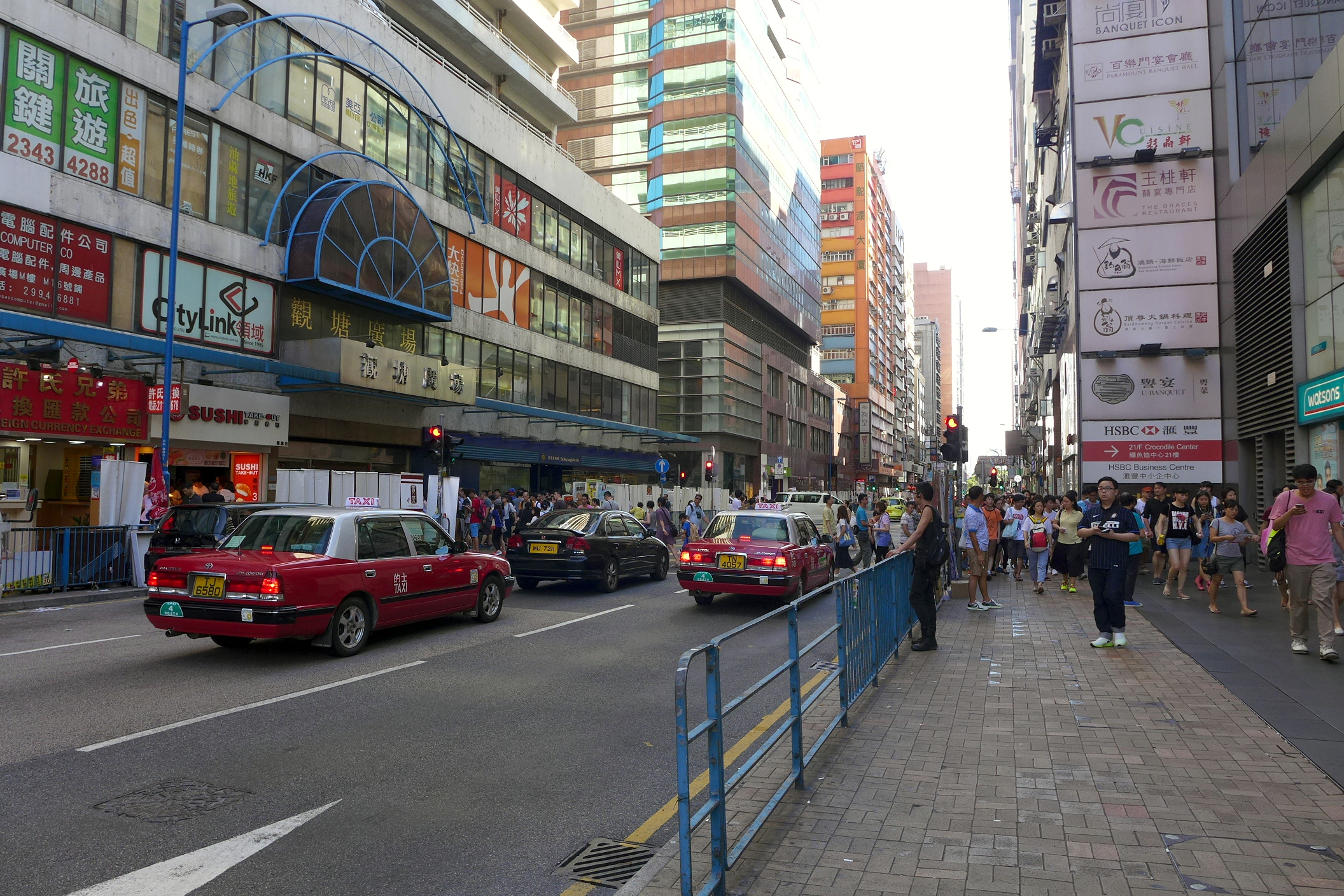
開源道經常人多車多

觀塘商貿區（英語：Kwun Tong Business Area）前身為觀塘工業區（英語：Kwun Tong Industrial Area），位於香港九龍觀塘區觀塘南部，曾經是香港最大型的工業區，於2011年起根據港府《起動九龍東》計劃發展及經濟轉型為香港第二個核心商業區（CBD2），花旗银行（香港）亦是首间将香港总部设于该区的国际银行。

## 歷史
1954年，香港政府於啟德機場旁邊、觀塘對出海面展開填海工程，填海140英畝，並且於1957年完成。而填海土地成為觀塘南面後，被多個廠家劃分作工廠之用。初時觀塘工業區只設有架空電線，於1960年才改為地底電纜。觀塘工業區於1970年代隨著經濟發展進入高峰期。當年的勞動力來自鄰近的多處公共屋邨。

## 近年發展
在1991至93年香港的製造業開始經濟轉型，工廠需求下降和香港2號幹線之全線通車，加上1997至2005年間九龍東區倒數活動開始興起，大大逆轉銅鑼灣和太古之人流「格局」，雖然觀塘工業區仍然是香港和東九龍最大的工業區，但是不少工廠或者空置，或者用途轉更改變為第三產業，部份工廠大廈重建成為寫字樓及商場（即港鐵觀塘站鄰近一帶），有些則改建為住宅屋苑（麗港城是一例），有些則改建作貨倉、樓上店展銷場及藝術家創作室等。
2012年6月起，路牌上的「觀塘工業區」更改名稱為「觀塘商貿區」，以配合九龍東的轉型，整項工程於同年8月完成。

## 爭議

### 租金急升 小型工作室被迫遷
起動九龍東使觀塘區由工業區逐漸蛻變成工商綜合地段，集時尚、潮流及商業於一身。但同時讓大量商家搬入該區，導致租金急升，不少創意產業小型工作室因而難以在該區維生。民間批評行動以商業利益為先，並沒有規劃配合藝術發展，而且社區參與只跟區議會。結果有藝術界和社區組織杯葛起動九龍東的活動，在2013年時有20組樂隊於<反轉天橋底行動>開幕式中缺席，到2014年深港建築雙年展展出時亦有1/4的策展組織自行退出。

### 欠缺交通規劃 區內交通問題嚴重
由於觀塘區發展時未有考慮有大批商廈重建所引起的工作人口大增問題，2006年及2011年兩次人口普查中，觀塘區的工作人口，由252,724增加至289,093，升幅逾4萬人，期間觀塘區的道路網絡及港鐵站容量並無太大增加，巴士班次加密令道路空間供應更見緊張。在欠缺足夠交通配套及行人路太窄下，令整個東九龍的交通惡化，區內道路如觀塘道、開源道，以至觀塘繞道等塞車非常嚴重。而在下午繁忙時間，行人道亦因在各巴士站候車的乘客太多而擠爆巴士站附近整條行人道的情況亦行常見。擠滿人的情況亦常現於觀塘區的港鐵站和列車車廂。

### 空氣污染嚴重
觀塘區街道狹窄，欠缺規劃下引致通風差，加上近年重建頻繁，交通流量增加，空氣污染非常嚴重。甚至有網民表示在觀塘上班的市民容易得上不同疾病如濕疹、皮膚炎甚至肺癌。而根據2015年環保署空氣數據，觀塘錄得高風險時數達344小時，升至全港第2，僅次屯門。
觀塘主要污染物為二氧化氮及可吸入懸浮粒子。

## 鄰近區外發展
- 觀塘市中心重建項目
- 啟德郵輪碼頭
- 啟德發展計劃

## 區內新式建築
- 海濱匯
- 創紀之城及apm
- 宏利金融中心
- 城東誌（共2座，分別為安盛金融大樓及友邦九龍大樓）
- 萬兆豐中心
- 泓富廣場
- 絲寶國際大廈
- 俊匯中心
- 電訊一代廣場
- 東瀛遊廣場
- 寧晉中心及東廣場
- 鱷魚恤中心
- 萬兆豐中心
- 皇廷廣場
- 天星中心
- 1亞太中心
- 宏基資本大廈
- 建生廣場
- 建生商業中心
- KOHO
- 觀塘帝盛酒店
- 如心艾朗酒店
- SML Tower
- One Bay East（宏利大樓及花旗大樓兩座）
- 中海日升中心
- 萬泰利廣場
- 觀點中心
- One Harbour Square
- 香港綠景NEO大廈

## 交通
港鐵
- █  觀塘綫：牛頭角站、觀塘站

巴士
觀塘公眾碼頭
觀塘渡輪碼頭
觀塘道

## 相關參見
- 起動九龍東辦事處
- 狂舞派3